# Выборы в Сенат США в Айове (2022)
Выборы в Сенат США в Айове состоялись 8 ноября 2022 года. Победитель представит штат в верхней палате Конгресса США. Действующий сенатор-республиканец Чак Грассли впервые был избран в 1980 году. Несмотря на то, что в 2022 году ему исполнилось 89 лет, он баллотировался на переизбрание. Внутрипартийные выборы в Айове состоялись 7 июня. По результатам всеобщих выборов Грассли был переизбран на восьмой срок.

## Праймериз Республиканской партии

### Кандидаты

#### Номинант
- Чак Грассли — действующий сенатор США от штата Айова (с 1981 года), член Палаты представителей от 3-го округа Айовы (1975—1981)[2]

#### Участники праймериз
- Джим Карлин[англ.] — cенатор Айовы (с 2017 года), член Палаты представителей Айовы (2017)[4]

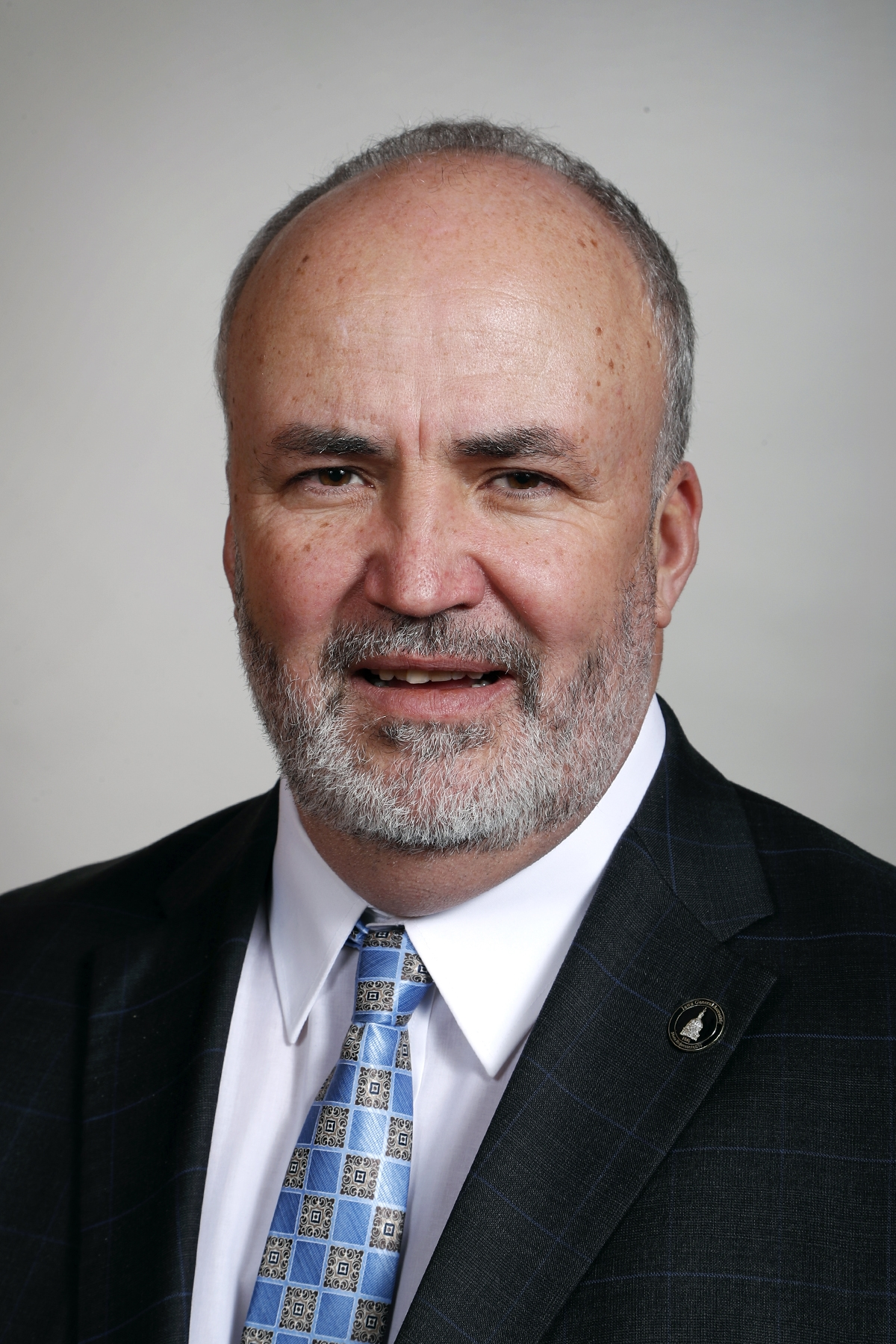
Джим Карлин[англ.]

#### Отказавшиеся от выдвижения
- Мэттью Уитакер — исполняющий обязанности генерального прокурора США (2018—2019), федеральный прокурор Южного округа Айовы (2004—2009), кандидат на пост казначея Айовы[англ.] (2002), кандидат в Сенат США (2014)[5] (поддержал Грассли)[6]
- Эшли Хинсон[англ.] — член Палаты представителей от 1-го округа Айовы (с 2021 года), член Палаты представителей Айовы (2017—2021) (переизбирается)[7] (поддержала Грассли)[8]

### Результаты

Результаты по округам:

Результаты по округам:

| Кандидат | Кандидат              | Партия             | Голосов | %     |
| -------- | --------------------- | ------------------ | ------- | ----- |
|          | Чак Грассли (действ.) | Республиканская    | 143 634 | 73,34 |
|          | Джим Карлин           | Республиканская    | 51 891  | 26,50 |
|          | Вписанный кандидат    | Вписанный кандидат | 312     | 0,16  |
| Всего    | Всего                 | Всего              | 195 837 | 100   |

## Праймериз Демократической партии

### Кандидаты

#### Номинант
- Майкл Франкен[англ.] — адмирал ВМС США в отставке, бывший помощник экс-сенатора Теда Кеннеди, кандидат в Сенат США (2020)[5][10][11][12]

#### Участники праймериз
- Эбби Финкенауэр[англ.] — член Палаты представителей от 1-го округа Айовы (2019—2021), член Палаты представителей Айовы (2015—2019)[13]
- Гленн Херст — член городского совета Миндена[англ.], председатель Загородного собрания Демократической партии Айовы[англ.][14]

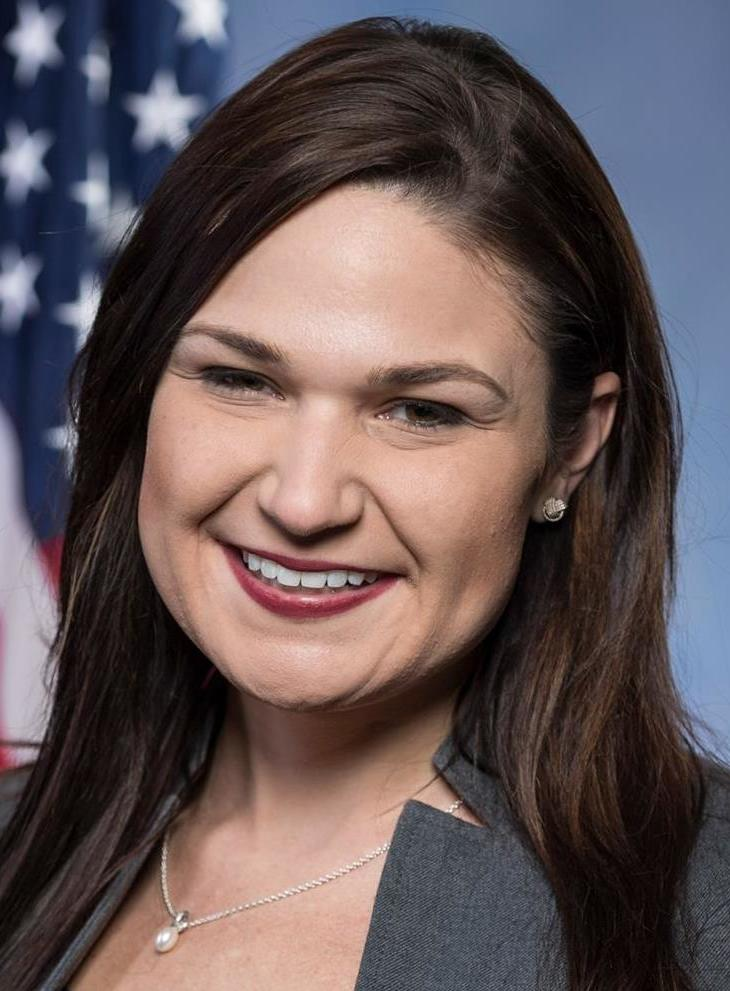
Эбби Финкенауэр[англ.]

#### Снявшиеся с выборов
- Дэйв Мюльбауэр — инспектор округа Крофорд (2017—2021)[15][16]
- Боб Краузе[англ.] — член Палаты представителей Айовы (1973—1978)[17][18]

#### Отказавшиеся от выдвижения
- Синди Аксн[англ.] — член Палаты представителей от 3-го округа Айовы (с 2019 года) (поддержала Финкенауэр)[19]
- Роб Сэнд[англ.] — аудитор Айовы[англ.] (с 2019 года)[20][21] (переизбирается)
- Джейди Шолтен[англ.] — бывший помощник юриста, в прошлом профессиональный бейсболист, кандидат в Палату представителей от 4-го округа Айовы (2018, 2020)[22] (баллотируется в Палату представителей Айовы)

### Опросы
Графическое представление
| Источник опроса     | Период проведения        | Размер выборки | Уровень погрешности | Эбби Финкенауэр | Майкл Франкен | Гленн Херст | Другие/ Неопределившиеся |
| ------------------- | ------------------------ | -------------- | ------------------- | --------------- | ------------- | ----------- | ------------------------ |
| Change Research (D) | 4–8 мая 2022             | 866 (ПИ)       | ±4,0%               | 40%             | 42%           | 4%          | 14%                      |
| Change Research (D) | 6–11 апреля 2022         | 416 (ПИ)       | ±6,3%               | 53%             | 26%           | 7%          | 14%                      |
| GBAO (D)            | 30 марта – 3 апреля 2022 | 600 (ПИ)       | ±4,0%               | 64%             | 15%           | 6%          | 15%                      |

### Результаты
| Кандидат | Кандидат           | Партия             | Голосов | %     |
| -------- | ------------------ | ------------------ | ------- | ----- |
|          | Майкл Франкен      | Демократическая    | 86 527  | 55,17 |
|          | Эбби Финкенауэр    | Демократическая    | 62 581  | 39,90 |
|          | Гленн Херст        | Демократическая    | 7571    | 4,83  |
|          | Вписанный кандидат | Вписанный кандидат | 158     | 0,10  |
| Всего    | Всего              | Всего              | 156 837 | 100   |

## Всеобщие выборы

### Предвыборная статистика
Обозначения:
- Р — равенство
- НП — небольшое преимущество
- ДП — достаточное преимущество
- СП — существенное, но преодолимое преимущество
- ОП — огромное преимущество

| Источник                  | Рейтинг | По состоянию на: |
| ------------------------- | ------- | ---------------- |
| The Cook Political Report | ОП (Р)  | 22 сентября 2022 |
| Inside Elections          | ОП (Р)  | 23 сентября 2022 |
| Sabato's Crystal Ball     | ОП (Р)  | 31 августа 202   |
| Politico                  | ОП (Р)  | 5 сентября 2022  |
| RealClearPolitics         | ОП (Р)  | 20 сентября 2022 |
| Fox News                  | СП (Р)  | 20 сентября 2022 |
| DDHQ                      | ОП (Р)  | 12 сентября 2022 |
| 538                       | ОП (Р)  | 22 сентября 2022 |
| The Economist             | ОП (Р)  | 15 сентября 2022 |

### Дебаты и форумы
| 1 | 6 октября 2022 | Iowa PBS | Кей Хендерсон | YouTube | У | У |

### Опросы
Агрегированный источник
| Источник         | Период            | По состоянию на  | Чак Грассли (Р) | Майкл Франкен (Д) | Другие | Премущество  |
| ---------------- | ----------------- | ---------------- | --------------- | ----------------- | ------ | ------------ |
| FiveThirtyEight  | 2–24 октября 2022 | 30 октября 2022  | 49,8%           | 42,6%             | 7,6%   | Грассли +7,2 |
| 270towin         | 5–26 октября 2022 | 30 октября 2022  | 50,3%           | 41,3%             | 8,4%   | Грассли +9,0 |
| Среднее значение | Среднее значение  | Среднее значение | 50,1%           | 41,9%             | 8,0%   | Грассли +8,1 |

Графическое представление
| Источник опроса        | Период проведения          | Размер выборки | Уровень погрешности | Чак Грассли (Р) | Майкл Франкен (Д) | Другие/ Неопределившиеся |
| ---------------------- | -------------------------- | -------------- | ------------------- | --------------- | ----------------- | ------------------------ |
| Selzer & Co.           | 31 октября – 3 ноября 2022 | 801 (ПИ)       | ±3,5%               | 53%             | 41%               | 6%                       |
| Cygnal (R)             | 26–27 октября 2022         | 600 (ПИ)       | ±4,0%               | 54%             | 43%               | 3%                       |
| Civiqs                 | 22–25 октября 2022         | 623 (ПИ)       | ±5.2%               | 52%             | 44%               | 5%                       |
| The Tarrance Group (R) | 15–19 октября 2022         | 600 (ПИ)       | ±4,1%               | 53%             | 42%               | 4%                       |
| Change Research (D)    | 14–18 октября 2022         | 1008 (ПИ)      | ±3,3%               | 48%             | 45%               | 6%                       |
| Selzer & Co.           | 9–12 октября 2022          | 620 (ПИ)       | ±3,9%               | 46%             | 43%               | 11%                      |
| Emerson College        | 2–4 октября 2022           | 959 (ПИ)       | ±3,1%               | 49%             | 38%               | 13%                      |
| Cygnal (R)             | 2–4 октября 2022           | 600 (ПИ)       | ±4,0%               | 54%             | 40%               | 6%                       |
| Change Research (D)    | 3–8 сентября 2022          | 1143 (ПИ)      | ±3,0%               | 48%             | 44%               | 8%                       |
| Cygnal (R)             | 13–14 июля 2022            | 600 (ПИ)       | ±4,0%               | 52%             | 43%               | 5%                       |
| Selzer & Co.           | 10–13 июля 2022            | 597 (ПИ)       | ±4,0%               | 47%             | 39%               | 12%                      |
| Change Research (D)    | 30 июня – 4 июля 2022      | 1488 (ПИ)      | ±2,7%               | 49%             | 44%               | 7%                       |
| Change Research (D)    | 6–11 апреля 2022           | 1070 (ПИ)      | ±4,0%               | 45%             | 42%               | 13%                      |

Чак Грассли vs. Эбби Финкенауэр
| Источник опроса             | Период проведения   | Размер выборки | Уровень погрешности | Чак Грассли (Р) | Эбби Финкенауэр (Д) | Другие | НИ  |
| --------------------------- | ------------------- | -------------- | ------------------- | --------------- | ------------------- | ------ | --- |
| Moore Information Group (R) | 8–13 марта 2022     | 400 (ПИ)       | ±5,0%               | 45%             | 36%                 | 6%     | 14% |
| Cygnal (R)                  | 20–22 февраля 2022  | 610 (ПИ)       | ±3,9%               | 53%             | 39%                 | –      | 8%  |
| Data for Progress (D)       | 2–13 декабря 2021   | 770 (ПИ)       | ±4,0%               | 53%             | 39%                 | –      | 8%  |
| Cygnal (R)                  | 18–19 октября 2021  | 600 (ПИ)       | ±4,0%               | 55%             | 39%                 | –      | 6%  |
| Selzer & Co.                | 12–15 сентября 2021 | 620 (ПИ)       | ±3,9%               | 55%             | 37%                 | 1%     | 7%  |

### Результаты
| Кандидат | Кандидат              | Партия          | Голосов   | %     |
| -------- | --------------------- | --------------- | --------- | ----- |
|          | Чак Грассли (действ.) | Республиканская | 681 501   | 56,10 |
|          | Майкл Франкен         | Демократическая | 533 330   | 43,90 |
| Всего    | Всего                 | Всего           | 1 214 831 | 100   |